# 764 pr. n. št.

## Smrti
- Argišti I., kralj Urartuja (* okoli 828 pr. n. št.)